# Herzogtum Magdeburg
Das Herzogtum Magdeburg war ein aus einem größeren Nord- und einem kleineren Südteil bestehendes Territorium, das im Westfälischen Frieden 1648 dem im Norden und Osten angrenzenden Kurfürstentum Brandenburg zugesprochen wurde. Es bestand von 1680 bis 1806. Der Nordteil lag zwischen dem Fürstentum Braunschweig-Wolfenbüttel im Westen und dem aus mehreren Kleinstaaten bestehenden Anhalt im Süden. Der Südteil bestand zunächst lediglich aus dem Saalkreis und wurde später um den preußischen Anteil der Grafschaft Mansfeld erweitert. Er grenzte nördlich und östlich an die Mark Brandenburg, südlich an Anhalt und die kursächsischen Territorien, westlich an das Herzogtum Braunschweig-Lüneburg und Halberstadt.
Hauptstadt des Herzogtums war bis 1714 Halle a. d. Saale, danach Magdeburg.

## Vorgänger und Nachfolger
Seinen Ursprung hat das Herzogtum Magdeburg im Erzstift Magdeburg, welches dem Niedersächsischen Reichskreis angehörte. Es wurde zuletzt durch seinen Administrator Herzog August von Sachsen-Weißenfels von dessen Residenzstadt Halle aus regiert. Nach seinem Tod 1680 kam das zum Herzogtum säkularisierte Erzstift gemäß dem Westfälischen Frieden als Teil der Entschädigung für den an Schweden gefallenen Teil des Herzogtums Pommern an den Kurfürsten von Brandenburg aus dem Haus Hohenzollern. Friedrich Wilhelm, der Große Kurfürst, wurde erster Herzog von Magdeburg. Unter seinen Nachfolgern ging das Herzogtum in der preußischen Monarchie auf.
Das westlich der Elbe gelegene Territorium des Herzogtums Magdeburg ordnete Napoleon Bonaparte 1807 im Frieden von Tilsit dem Königreich Westphalen seines Bruders Jérôme zu, wobei Halberstadt als Sitz des Departements der Saale und Magdeburg als Sitz des Departements der Elbe gewählt wurden. Infolge des Wiener Kongresses kehrte es 1815 als Teil der neugeschaffenen Provinz Sachsen zu Preußen zurück. Der Herzog zu Magdeburg im Titel der Könige von Preußen ging 1918 mit der Monarchie unter.

## Gebiet und Bevölkerung
Das gesamte Herzogtum umfasste 1784 einschließlich des preußischen Anteils der Grafschaft Mansfeld eine Fläche von 104 Quadratmeilen (rund 5.900 km²) in der 249.593 Einwohner lebten (davon 90.836 in den Städten), zuzüglich 30.739 Mann Militär. Es gab neben dem Nord- und dem Südteil folgende Exklaven:
- Oebisfelde (Holzkreis) lag mit dem Ort Bösdorf und den heute zu Oebisfelde-Weferlingen gehörenden Orten Breitenrode, Lockstedt und Weddendorf in Braunschweig;
- Heßlingen (Holzkreis) und Hehlingen sowie das Schloss Wolfsburg, alle im heutigen Stadtgebiet von Wolfsburg, lagen ebenfalls in Braunschweig;
- Klüden (Holzkreis) lag in der brandenburgischen Altmark, heute Ortsteil von Calvörde;
- Löbnitz (Holzkreis), jetzt ein Ortsteil von Köthen (Anhalt), lag in Anhalt;
- Golmenglin (Ziesarscher Kreis), jetzt ein Ortsteil von Grimme (Zerbst), lag ebenfalls in Anhalt;
- Spröda (Saalkreis), jetzt ein Ortsteil von Delitzsch, lag in Kursachsen;
- der Luckenwaldische Kreis mit Luckenwalde lag zwischen der brandenburgischen Mittelmark und dem sächsischen Kurkreis und wurde 1772/73 verwaltungstechnisch, aber nicht staatsrechtlich der Mittelmark unterstellt.

Enklaven waren:
- Erxleben bei Haldensleben, das politisch bis 1807 zur Altmark gehörte;
- Ihleburg, das zu Kursachsen gehörte und vom Amt Gommern verwaltet wurde;
- die Stadt Burg, die im Prager Frieden 1635 an Kursachsen ging, jedoch schon 1687 zum sie umgebenden Herzogtum Magdeburg kam.

Gebietsgewinne gab es neben dem schon erwähnten Kreis Ziesar hauptsächlich im südlichen Teil des Herzogtums. Zum Saalkreis kam im Jahre 1697 das Kloster Petersberg mit der historischen Grablege der Wettiner hinzu. Der sächsische Kurfürst August der Starke hatte es zur Finanzierung seiner Polenpolitik an Brandenburg verkauft. Nun wurde der über 250 m hohe Petersberg zur mit Abstand höchsten Erhebung des Herzogtums Magdeburg. Nach dem Tod des letzten erbberechtigten Grafen von Mansfeld 1780 erweiterte sich der südliche Teil im Westen um das preußische Territorium der Grafschaft. Die nun sächsische Stadt Eisleben blieb dabei über einen Korridor in südwestlicher Richtung mit dem sächsischen Teil des Grafschaft verbunden.
Viele Ortschaften des Herzogtums Magdeburg hatte im Dreißigjährigen Krieg große Einwohnerverluste. Diese wurden teilweise durch die Einwanderung von Pfälzern, Wallonen und Hugenotten ausgeglichen. Die Städte Calbe, Halle und Magdeburg wurden bereits im Edikt von Potsdam 1685 für mögliche Ansiedlungen empfohlen. Schon ein Jahr später wurde die erste französisch-reformierte Gemeinde in Halle gegründet. Nach dem Zugang der Stadt Burg zum Herzogtum Magdeburg kam es auch dort zur Gründung einer Gemeinde von Einwanderern, die zunächst 1688 als Gemeinde der Waldenser erfolgte, welche 1691 in eine französisch-reformierten Gemeinde überführt wurde. Weitere Gemeinden entstanden später in Aken, Jerichow, Wettin und Ziesar. Die Einwanderer brachten teils neue, innovative Handwerksformen in die Region. Typische Handwerksberufe der Hugenotten waren beispielsweise Tuchmacher, Handschuhmacher, Strumpfwirker, Samt- und Spitzenhersteller, Glasschleifer und Juweliere. Französische Einwanderer fanden auch berufliche Betätigung als Sprachlehrer und Universitätsprofessoren.

## Wirtschaft
Wesentliche Wirtschaftsfaktoren der Region waren der Bergbau (u. a. Kalk, Steinkohle, Kupfererz und Ton) und die Salzgewinnung. Salz wurde schon vor der Gründung des Herzogtums aus Solequellen gefördert. Die neu errichteten Königlichen Salinen bei Schönebeck und in Halle waren für Preußen eine große Einnahmequelle. Hauptsächlich in der Grafschaft Mansfeld wurde Kupferschiefer abgebaut. Im Halleschen Revier gab es mehrere kleine Steinkohlenvorkommen, die schon früh entdeckt, jedoch erst ab 1691 in größerem Umfang abgebaut wurden. Hierzu kam es insbesondere, da in dieser Zeit die Vorräte an Brennholz in der Region um Halle knapp wurden. Die hauptsächlich in Plötz, Löbejün und Wettin geförderte Steinkohle war wichtig für die Salinen, aber auch für den Hausbrand sowie für den Betrieb der Branntkalköfen und Ziegeleien. Für den durch oft extreme Steilstellung der Flöze sehr schwierigen Bergbau mit Schächten bis in Teufen von 130 m wurden ab 1695 Bergleute aus Hessen, Sachsen und Thüringen angeworben.
Die erste in Deutschland nach Wattscher Bauart gebaute Dampfmaschine wurde zur Wasserhaltung 1785 im Kupferschieferbergbau in Burgörner eingesetzt, ab 1795 im Steinkohlenbergbau bei Löbejün, wo sie bis 1848 im Einsatz war. Der 5,25 m hohe Originalzylinder kann heute als technisches Denkmal in Löbejün besichtigt werden.
Durch die fruchtbaren Böden der Börde war der Ackerbau sehr ertragreich. Außerdem wurde Holzanbau, Vieh- und Bienenzucht sowie Fischfang betrieben. Preußen beförderte ab 1770 die von China unabhängige Seidenfabrikation. Hierzu wurden, hauptsächlich an Alleen und auf Marktplätzen, Maulbeerbäume angepflanzt, deren Blätter als Nahrung für die Raupen des Seidenspinners dienten. Schon im Jahre 1778 wurden im Herzogtum 6.347 Pfund (3,173 t) Kokons zu 814 Pfund (407 kg) reiner Seide verarbeitet. Dies entsprach rund 12 % der Gesamtproduktion Preußens zum Höhepunkt, der 1784 erreicht wurde. Trotz aller Förderung der Seidenproduktion durch Friedrich II. konnte Preußen jedoch nur maximal 5 % seines Imports durch eigene Herstellung decken. Mit dem Tod Friedrichs 1786 wurde deshalb auch die Förderung eingestellt, und die Seidenproduktion brach als Industriezweig zusammen. Trotzdem finden sich auch heute noch in vielen Orten alte Weiße Maulbeerbäume als Überbleibsel dieser Politik.

## Verkehr

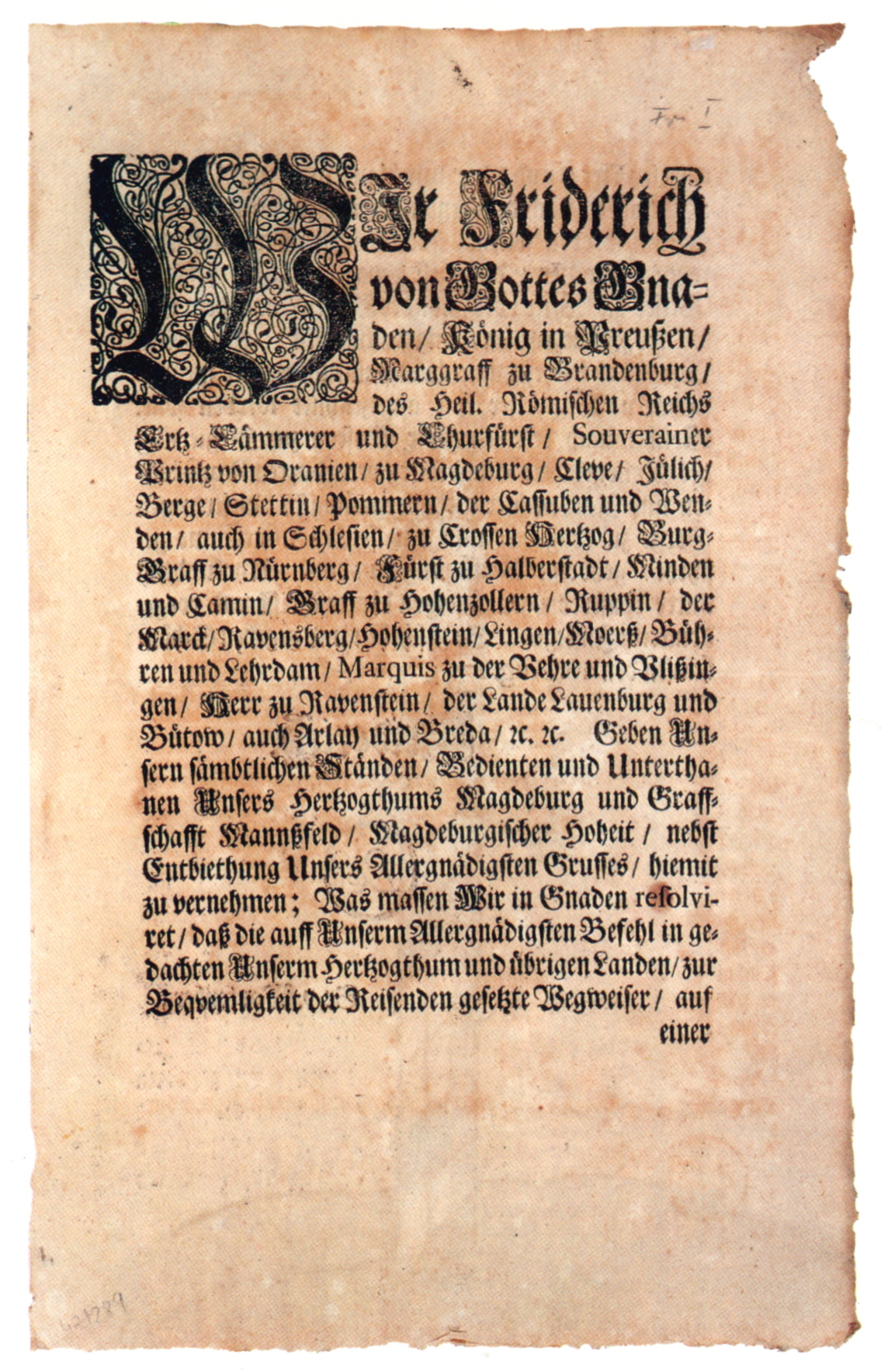
Erste Seite des Erlasses zur Aufstellung von Wegweisern im Herzogtum Magdeburg von 1704

In den Jahren 1734 bis 1745 wurde zur Erleichterung der Schifffahrt der Plauer Kanal gebaut. Er verband zunächst die untere Havel bei Plaue (jetzt zu Brandenburg an der Havel) mit den Flüssen Stremme und Ihle und ist heute ein Teil des Elbe-Havel-Kanals. Der Kanal verkürzte den Weg von Berlin nach Magdeburg um 150 km und brachte Altenplathow und Genthin einen Entwicklungsschub. Zusätzlich zum Bau des Kanals wurden weitere Erschließungsarbeiten durchgeführt, die eine Besiedlung des sumpfigen Umfelds der Stadt Genthin ermöglichte. Außerdem entstand ein sieben Kilometer langer Stichkanal, über den Torf aus den Torfstichen Genthins zum Plauer Kanal gebracht werden konnte.

## Bildung
Die neue brandenburgische und spätere preußische Herrschaft hatte einen großen Einfluss auf die Bildung. So wurde auf Bestreben des Kurfürsten Friedrichs III. unter dem Einfluss von Eberhard von Danckelman in Halle eine neue Universität gegründet, die von Kaiser Leopold I. 1694 unter dem Namen Friedrichs-Universität eingeweiht wurde. Einer ihrer Professoren, August Hermann Francke, der Wegbereiter des Pietismus, begann 1698 mit Spendengeldern den Bau eines großen Waisenhauses in Glaucha. Gleichzeitig gründete er Schulen für alle sozialen Schichten und setzte seine Studenten gegen kostenlose Verpflegung als Lehrer ein. Spenden, staatliche Vergünstigungen und Privilegien, aber auch gewinnbringende Betriebe wie eine Druckerei, eine Buchhandlung und eine Apotheke ließen die Franckeschen Stiftungen beständig wachsen. 1710 gründete Francke mit dem preußischen Freiherrn Carl Hildebrand von Canstein die Cansteinsche Bibelanstalt, in der preiswerte Bibeln in vielen Sprachen gedruckt wurden. Die Franckeschen Stiftungen machten Halle weltbekannt. Im 18. Jahrhundert wirkten pietistische Geistliche im Baltikum, in Russland, Polen, Böhmen, Slowenien, Skandinavien, England, Holland, Indien und Nordamerika.

## Verwaltung

### Verwaltungsgeschichte
Das Herzogtum wurde 1680 gebildet, gleichzeitig wurde der Calvinist Gottfried von Jena zum Kanzler der Regierung ernannt. Zum Zeitpunkt der Ernennung war der Kanzler jedoch noch Gesandter beim Reichstag in Regensburg und wurde meist durch Gustav Adolf von der Schulenburg vertreten. Von Jena war vermutlich 1684 erstmals im Herzogtum und ging erst ab 1687 dauerhaft in dessen Hauptstadt Halle, blieb dort aber bis zu seinem Tode 1703. Die ersten größeren Schritte in der Veränderung der Verwaltung waren 1685 die Einführung der Akzise für die Städte und unter dem Kurfürsten Friedrich III., der 1701 zum König in Preußen gekrönt wurde, 1692 die Schaffung einer Obersteuerdirektion. In den Landkreisen behielten zunächst die Landräte ihre Macht. Sie wurden von den Ständen gewählt und lediglich vom Kurfürsten oder König bestätigt. Erst mit Friedrich Wilhelm I., dem Soldatenkönig, gab es ab 1713 auch rechtliche Einschränkungen für die Stände in den Landkreisen. Der König ernannte nun die Landräte, die vom Magdeburger Kommissariat in Dienst genommen wurden und diesem auch unterstanden. Dabei entsprach die Ernennung nicht immer den drei Vorschlägen aus den jeweiligen Ständen. In einigen Fällen wählte der König auch bewährte adlige Militärangehörige aus. Im Jahre 1714 wurden endgültig alle Behörden und die Hauptstadt nach Magdeburg verlegt. 1717 hob Preußen die Landeskreditkasse auf und führte 1723 eine Kriegs- und Domänenkammer mit einem Kammerpräsidenten an der Spitze ein. Unter Friedrich dem Großen wurde im Jahre 1748 die Magdeburger Regierung vollkommen neu eingerichtet. Seit 1769 durften die Stände in den Kreisen wieder selbst ihren Landrat wählen.

### Verwaltungsgliederung

#### Städte
Um 1790 gab es im Herzogtum Magdeburg (HM) 36 Städte:
- Halle (Saale) (Hauptstadt des Herzogtums bis 1714),
- Magdeburg (Hauptstadt des Herzogtums ab 1714),
- die weiteren der Regierung direkt unterstellten Immediatstädte: Aken, Burg (seit 1687 HM), Calbe, Egeln, Groß(en) Salze (heute Teil von Bad Salzelmen und zu Schönebeck), Mansfeld (seit 1780 HM), Loburg, Neuhaldensleben, Oebisfelde, Sandau und Staßfurt,
- und die nicht direkt unterstellten Mediatstädte: Alsleben, Frohse (heute zu Schönebeck), Genthin, Gerbstedt (seit 1780 HM), Glaucha (1817 zu Halle), Görzke, Hadmersleben, Jerichow, Könnern, Leimbach (seit 1780 HM, heute zu Mansfeld), den Flecken Leitzkau (seit 1773 HM), Löbejün, Möckern, Neumarkt (1817 zu Halle), Neustadt (1812 zerstört), Schönebeck (Elbe), Schraplau (seit 1780 HM), Seehausen (Flecken, ab 1695 Stadt), Sudenburg (1867 zu Magdeburg), Wanzleben, Wettin, Wolmirstedt und Ziesar (seit 1773 HM).

#### Kreise
1. Saalkreis
2. Jerichowscher Kreis (ab 1716 mit zwei Distrikten, die je einen Landrat hatten)
3. Holzkreis (ab 1716 mit drei Distrikten, die je einen Landrat hatten)
4. Luckenwaldischer Kreis (bis 1772)
5. Ziesarscher Kreis (ab 1772/1773) (vorher Mittelmark; Gebietstausch innerhalb Preußens gegen Luckenwalde; in der Provinz Sachsen 1816 zum Kreis Jerichow I)
6. Mansfelder Kreis (Grafschaft Mansfeld preußischen Anteils) (ab 1780; Distrikte Mansfeld und Schraplau mit einem gemeinsamen Landrat)

## Verwaltungsbeamte

### Regierungspräsidenten
(in den frühen Jahren gleichzeitig Kanzler)
- 1680–1703: Gottfried von Jena (1624–1703), 1680 Kanzler
- 1703–1719: Nikolaus Bartholomäus Michael von Danckelman (1650–1739), 1691–1704 Kammerpräsident, 1697 Geheimer Rat, 21. Januar 1703 Kanzler (suspendiert 1714–1718), auf eigenen Wunsch 1719 verabschiedet
- 1720–1729: Gustav von Mardefeld (1664–1729), 3. Februar 1720 Titularpräsident während seines Aufenthalts in St. Petersburg
- (1728–) 1732–1734: von Schweinichen, Kämmerer des Königs, 1728 Vizepräsident und exspektorianter Präsident, 7. Juli 1732 Präsident
- 1734–1738: Johann Gottfried von Cocceji (1673–1738), 1702 Regierungsrat, 1718 Geheimer Rat, 6. Januar 1734 Präsident
- 1738–1742: Karl Friedrich von Dach(e)röden (1705–1742; Vater von Karl Friedrich von Dacheröden), 1737 2. Präsident
- 1742–1749: Erich Christoph von Plotho (1707–1788)
- 1749–1755: von Kühlwein, vorher Regierungsdirektor
- 1755–1763: Johann Ernst von Voß (1726–1793) auf eigenes Gesuch entlassen
- 1763–1783: Johann Friedrich von Alvensleben (* 2. Oktober 1712 in Zichtau; † 11. September 1783 in Zichtau), 1743 Regierungsrat, 28. Juli 1763 Präsident
- 1783–1797: Johann Wilhelm von Tevenar (* 14. April 1724 in Hisfeld, Kleve; † 6. Dezember 1797 in Magdeburg); 1782 Vizepräsident, 22. September 1783 Präsident
- 1797–1806: Wilhelm Gottlieb von Vangerow (1745–1816), 12. Dezember 1797 Präsident

### Regierungskanzler (in Halle)
(Liste unvollständig)
- 1741–1743: Johann Peter von Ludewig (1668–1743)
- 1743–1749: Justus Henning Böhmer (1674–1749)

### Präsidenten der Kriegs- und Domänenkammer 1723–1807
- 1723–1735 Christoph von Katte
- 1735–1754 Caspar Wichard von Platen (1699–1754)
- 1754–1755 Ernst Wilhelm von Schlabrendorf
- 1755–1763 Joachim Christian Graf von Blumenthal
- 1763–1769 Christoph Albrecht von Auer (1710–1794)
- 1769–1771 Friedrich Wilhelm von der Schulenburg-Kehnert
- 1771–1775 Leopold Otto von Gaudi
- 1775–1785 Christoph Friedrich aus dem Winckel
- 1785–1796 Adolph Ludwig von Puttkamer (1727–1796)
- 1796–1803 Ferdinand von Angern
- 1803–1804 Friedrich Carl Heinrich von Schwerin (1768–1805)
- 1804–1807 Ludwig Friedrich Victor Hans Graf von Bülow

(Quelle:)